# ラッキーオーラ
「ラッキーオーラ」は、真野恵里菜のインディーズ2枚目のシングル。2008年10月4日に発売。発売元の直販及び通販以外にTOWER RECORDSで発売された。

## 概要
本作以降、三浦徳子を専属作詞家としている。

## 収録曲
1. ラッキーオーラ
作詞：三浦徳子　作曲：KAN　編曲：たいせい
2. ラッキーオーラ(Instrumental)

## 参加ミュージシャン
ラッキーオーラ
- プログラミング：たいせい・KAN
- ピアノ：旭純
- コーラス：真野恵里菜